# Харильо-Эрреро, Пабло
Пабло Харильо-Эрреро (Pablo Jarillo-Herrero; род. 11 июня 1976, Валенсия) — испанский физик, специалист в области экспериментальной физики конденсированных сред. Доктор философии (2005), профессор Массачусетского технологического института, где преподает с 2008 года. Highly Cited Researcher с 2017 года. Лауреат премии Вольфа (2020).
Окончил по физике Университет Валенсии (1999), занимался и в Германии. Затем провел два года в Калифорнийском университете в Сан-Диего, получил там магистерскую степень; после чего отправился в Делфтский технический университет в Нидерландах, где получил докторскую степень в 2005 году; год являлся там же постдоком. Затем перешёл в Колумбийский университет. С 2008 года ассистент-профессор MIT, с 2015 года на постоянном контракте, с 2018 года фул-профессор, именной профессор (Cecil and Ida Green Professor) физики. Фелло Американского физического общества (2018), CIFAR (2019).

## Награды и отличия
- Young Investigator Award, Испанское королевское общество (2006)
- NSF Career Award[англ.] (2008)
- Стипендия Слоуна (2009)
- Packard Fellowship, David and Lucile Packard Foundation[англ.] (2009)[5]
- IUPAP Young Scientist Prize in Semiconductor Physics (2010)
- DOE Early Career Award (2011)
- Presidential Early Career Award for Scientists and Engineers (PECASE[англ.], 2012)
- ONR[англ.] Young Investigator Award (2013)
- Moore Foundation[англ.] Experimental Physics in Quantum Systems Investigator Award (2014)
- The Physics World 2018 Breakthrough of the Year
- Премия Оливера Бакли (2020)
- Медаль Spanish Royal Physics Society[англ.] (2020)
- Lise Meitner Distinguished Lecture[англ.] (2021)[6]
- Award for Scientific Discovery НАН США (2021)[7][8]
- Премия Макса Планка (2021)[4]